# 投資家
投資家（とうしか、英: investor）とは、投資を目的として、市場において発行された金融商品（株式や債券など）、通貨、不動産、コモディティなどを保有する者。
上記の定義では何らかの有価物を持っていれば投資家であるが、一般的には依存関係にある法定通貨や実用のための不動産等のみを所有する者は投資家と呼ばれない。

## 概要
投資家の投資対象には株式や債券などの金融商品、不動産、コモディティなどがあるが、その保有目的（投資の目的）には様々なものがある。例えば株式であれば経済的な利潤（配当や値上がりによる利益）が目的である場合もあれば、会社の経営への参画であることもある。短期の値動きによる利益を狙う「投機家」や「トレーダー」に対して、長期の値上がりを期待する立場を意味することもある。
一般的に銀行に預金を保有していても投資家と呼ぶことはないが、それは投資と貯蓄が対立した概念として捉えられているからである。しかし、経済的には預金の保有は預金者と銀行との間の金銭消費寄託契約であり、これは銀行等が発行している社債等に投資しているのと本質的には同じである。
投資を行う者には「個人投資家」や「機関投資家」がある。
外国の株式や不動産に投資する者は、投資先の国から「外国人投資家」と呼ばれ、時にその国の投資家以上に存在がクローズアップされる事もある。例えば日本では、株式市場における外国人投資家の売買シェアが5割を超えるため、その動向に常に注意が払われている。投資家の中には才気と好機に恵まれ、莫大な富を築く人物もおり、世界の長者番付に名を連ねる者もいる。
労働を美徳とする社会においては、キャピタルゲインを目標とした投資によって利益を得る投資家は攻撃の対象とされることがある。しかし投資家は「高い確率で存在している」買い手であることから流動性を高め、企業の資金調達（増資や余剰不動産の処分）を潤滑し経済活動の機動性や効率、規模を向上させ経済全体の向上に寄与している面がある。また逆に株式や不動産の取得を望む場合にも「高い確率で存在している」売り手となることから同様に流動性を高め、やはり経済全体の向上に寄与することになる。

## 動向

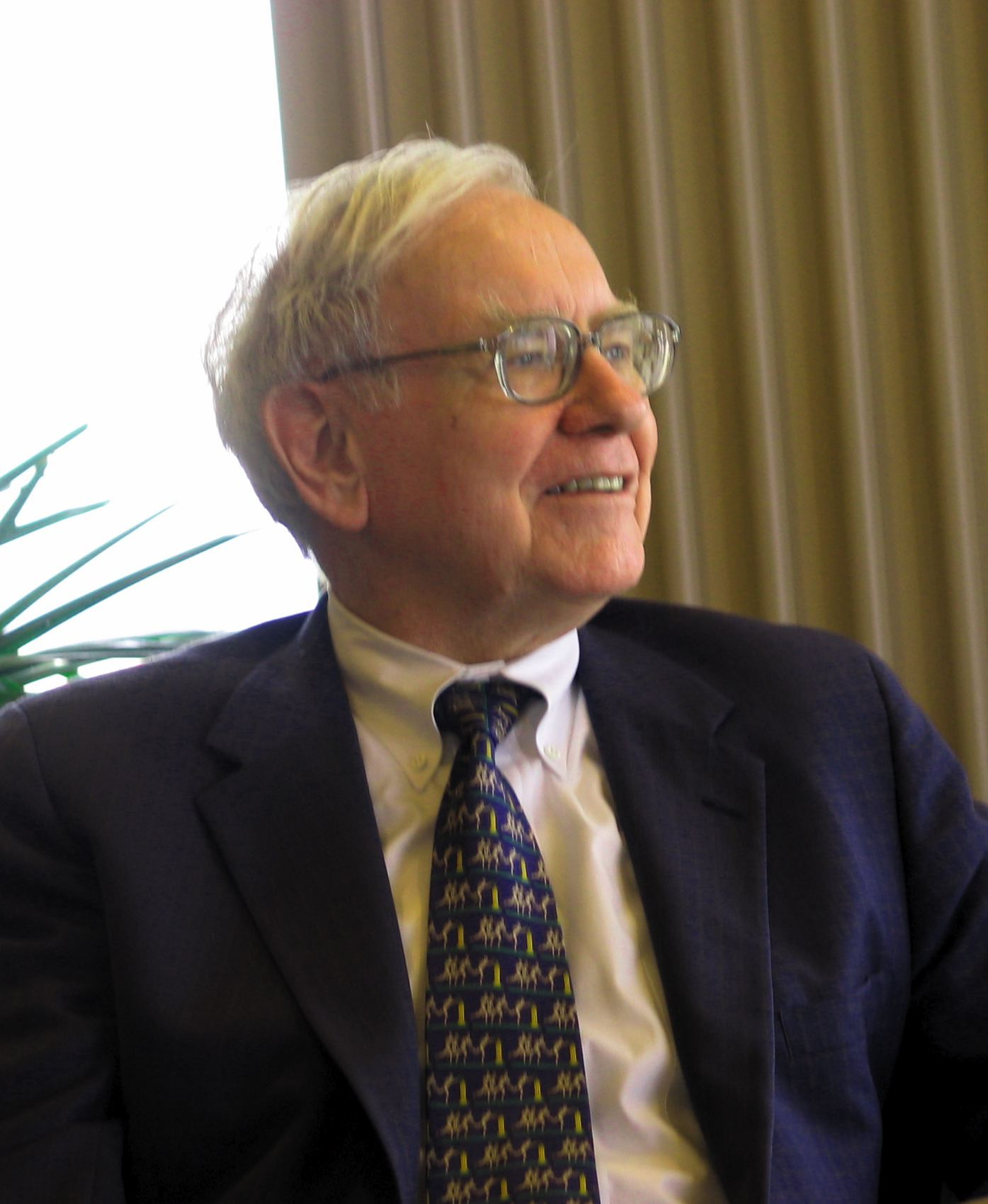
ウォーレン・バフェット。総資産は3兆円に上り、彼の発言が市場を動かすことさえある

投資家は洋の東西を問わず古くから存在したが、現代につながる金融技術は18世紀から20世紀にかけてアムステルダム、ロンドン、ニューヨーク及びシカゴで開発されてきた。日本でも北浜の米相場が著名であり、江戸時代には高度な金融技術やローソク足チャートなどの相場分析が開発された。
現代の投資家について。株取引を例に取ると、個人投資家が行う取引の形態は、証券会社の窓口や営業を通して株式の売買を行うという形（対面取引）から、パソコンや携帯電話をインターネットに接続して行うオンライントレードが盛んになってきている。未成年者や無職の者でも口座の開設は可能で、また投資に必要な最低限度額や手数料も低下傾向にあり、投資家になるためのハードルは以前より低くなってきている。昔は、投資家と言えば「億万長者」というイメージもあったが、野村総合研究所の調査によれば現在では個人投資家の8割が年収1,000万円に満たない者達で占められている。
機関投資家として、金融機関などが組織的に大規模な投資を行なう場合もある。近年では機関投資家が運用する投資信託（ファンド）への資金流入が進み市場においても、各種ファンドの動向が無視出来ない規模になってきている。

## 著名投資家
- 明神茂
- 清原達郎
- 浅井将雄
- 阿部修平
- 大場昭義 - 東京海上アセットの元社長
- 大島和隆
- 藤野英人